# Ma'ale Elot
Ma'ale Elot (hebrejsky: מעלה אלות) je vrch v severním Izraeli, na pomezí Dolní Galileji a údolí řeky Jordán.
Leží cca 12 kilometrů jižně od centra města Tiberias, na jihovýchodním okraji masivu Har Javne'el, který v délce několika kilometrů dominuje západní straně údolí Bik'at Javne'el. Má podobu částečně zalesněných kopců lemujících na severovýchodní a východní straně vrchol Micpe Elot. Na severní straně terén spadá do kaňonu vádí Nachal Javne'el, na východní straně do příkopové propadliny Jordánského údolí, do kterého odtud stéká vádí Nachal Anin. Ma'ale Elot je turisticky využíván, nachází se tu vyhlídka Micpe Levi Eškol (מצפה לוי אשכול) pojmenovaná podle bývalého izraelského premiéra Leviho Eškola. Východně odtud v údolí Jordánu stojí vesnice Menachemija.